# Sajama-Linien
Die Sajama-Linien im westlichen Bolivien sind ein Netzwerk tausender (möglicherweise zehntausender) nahezu perfekt angelegter geradliniger Pfade, die über mehr als 3000 Jahre hinweg von der indigenen Bevölkerung in der Nähe des Vulkans Sajama im Boden angelegt worden sind. Sie bilden ein netzartiges System, das eine Region des bolivianischen Altiplano bedeckt.

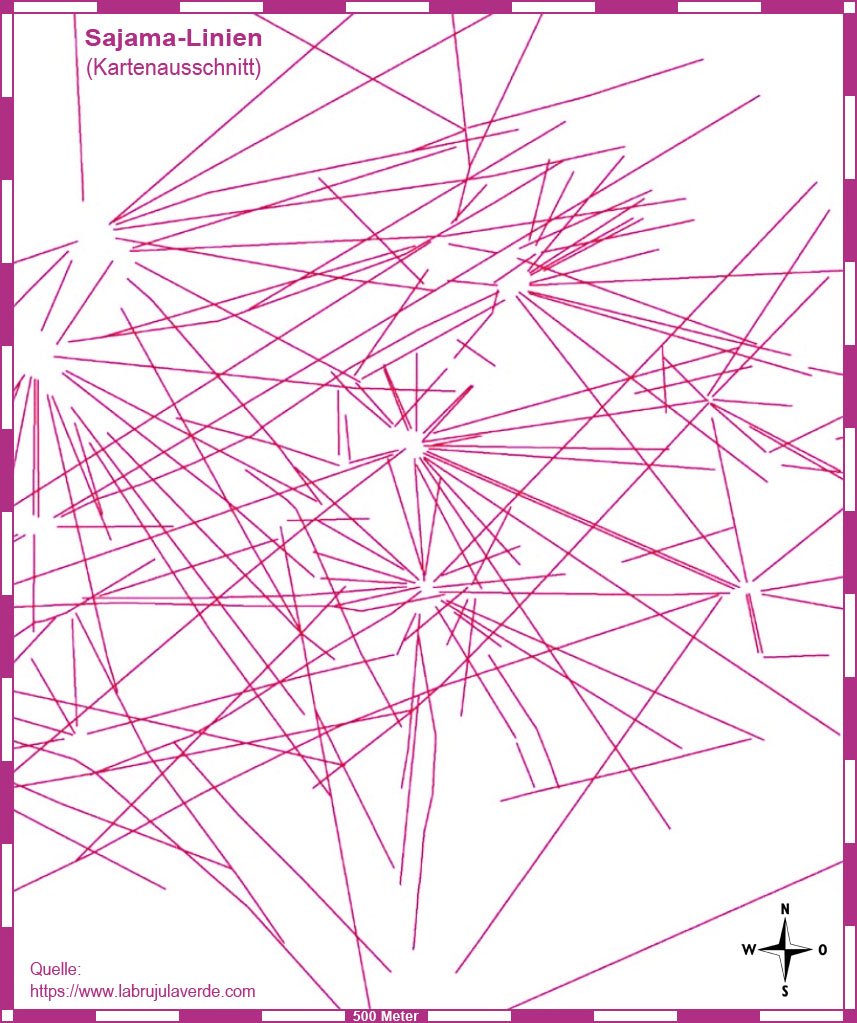
Kartenausschnitt Sajama-Linien

## Charakteristiken
Untersuchungen aus neuerer Zeit haben aufgedeckt, dass dieses Netz von Linien ein Gebiet von 22.525 Quadratkilometern bedeckt, eine Fläche rund fünfzehnmal so groß wie die der berühmten Nazca-Linien in Peru. Schätzungen gehen davon aus, dass die Linien eine Gesamtlänge von etwa 16.000 Kilometern aufweisen, so dass die Sajama-Linien als größte archäologische Anlage in den Anden gelten können und als der Welt größtes Kunstwerk.
Die Linien wurden angelegt, indem Vegetation und die dunkle Oberflächenschicht aus Erdreich und verwittertem Felsgestein beiseite gekratzt und so die darunter liegenden helleren Bodenschichten freigelegt wurden. Wie bei den Nazca-Linien, die teilweise die Form von Tierkörpern aufweisen, ist noch weitgehend unklar, zu welchem Zweck die Linien angelegt worden sind, und wie die hohe Präzision der Anlage erreicht werden konnte.
Wissenschaftler der University of Pennsylvania stellen hierzu fest:

„Während sich viele dieser kultischen Linien über eine Länge von zehn bis zwanzig Kilometern (oder auch mehr) ausdehnen, weisen sie alle eine bemerkenswerte Geradlinigkeit auf, unabhängig von der rauen Topographie und von natürlichen Hindernissen. Die pure Zahl und Länge dieser Linien lässt sich vom Boden aus oft kaum feststellen, aber aus der Luft oder von günstigen Aussichtspunkten aus sind sie überwältigend.“

(While many of these sacred lines extend as far as ten or twenty kilometers (and perhaps further), they all seem to maintain a remarkable straightness despite rugged topography and natural obstacles. The sheer number and length of these lines is often difficult to perceive from ground level, but from the air or hilltop vantage points, they are stunning.)

Viele Vermutungen gehen davon aus, dass die Linien von der indigenen Bevölkerung ursprünglich als heilige Pilgerwege angelegt worden sind. Das Netzwerk von strahlenförmig angelegten Linien ist an Knotenpunkten durchsetzt von Wak'a-Schreinen, Chullpa-Grabstätten und Weilern, so dass dieses Gebiet eine einzigartige Kulturlandschaft darstellt. Obwohl die Region heute nur dünn besiedelt ist, dienen einige der Linien immer noch als Fußpfade.

## Analyse und Bestandserhaltung
Die erste Erwähnung der Sajama-Linien in englischer Sprache findet sich als kurze Notiz in einem Reisebericht von Aimé Félix Tschiffely aus dem Jahr 1932. Im gleichen Jahrzehnt lenkte der Anthropologe Alfred Métraux das Augenmerk der Wissenschaft auf die Linien und ähnliche Strukturen, als er ethnographische Feldforschung über die Aymara- und Chipaya-Völker der Region Carangas betrieb.
In den 1970er Jahren berichtete der britische Autor und Filmemacher Tony Morrison über dieses System von sakralen Linien und Wegen. In jüngerer Zeit wurden die Sajama-Linien durch die New Yorker Landmarks Foundation untersucht, kartiert und in einer Datenbank gespeichert, um die Landschaft vor der Bedrohung durch Erosion, unkontrollierte international finanzierte Entwicklung, örtlichen Tourismus und andere Gefahren zu schützen, die durch das Fehlen eines Bewirtschaftungsplanes drohen könnten.
Die Landmarks Foundation arbeitet mit der Universität von Pennsylvania zusammen am sogenannten „Tierra Sajama Project“, in dem mit Hilfe des Geoinformationssystems GIS und anderen analytischen digitalen Medien die Sajama-Linien zusammen mit den dazugehörigen Strukturen kartiert, beschrieben und analysiert werden, um daraus Strategien für den Schutz und die Erhaltung der Linien zu entwickeln.

Das Tierra Sajama Project
- schuf eine Computer-Datenbank an Karten und sachdienlicher Information über die Linien, die örtliche Vegetation und Topographie
- analysierte und interpretierte die Verteilung und Bedeutung verschiedener Landmerkmale wie Gipfel-Schreine und religiöse Bauten, um daraus mögliche Zusammenhänge mit dem Verlauf der Linien zu erschließen
- entwickelte Vorschläge für eine langfristige Erhaltung der Sajama-Linien und eine verbesserte Wertschätzung dieser sakralen Landschaft.

Nach Aussage der Tierra Sajama Gruppe „sind die Sajama-Linien ein außergewöhnliches Beispiel menschlicher Leistung und spiritueller Ausdrucksweise. Bei angemessenem Schutz und Bewirtschaftung, verantwortungsvoller Entwicklung, Schutz vor Erosion und Vandalismus lassen sich die Sajama-Linien so erhalten, dass sowohl Touristen aus aller Welt als auch die örtliche Bevölkerung davon profitieren können“ (The Sajama Lines are extraordinary examples of human achievement and spiritual expression. With proper preservation and management, responsible development, erosion prevention and measures to minimize vandalism the Sajama Lines can be protected to the benefit of tourists from all over the world as well as the local people).

## Ausgewählte Literatur
- Aveni, Anthony. Between the Lines: The Mystery of the Giant Ground Drawings of Ancient Nasca, Peru. Austin, Texas: University of Texas Press, 2000 (englisch)
- Bauer, Brian. The Sacred Landscape of the Inca: The Cusco Ceque System. University of Texas Press, Austin, 1998. (englisch)